# Austin Berry
Austin Berry (* 5. April 1971 in San José) ist ein ehemaliger costa-ricanischer Fußballspieler.

## Karriere
Berry spielte bis Ende 1992 bei LD Alajuelense in Costa Rica, von dort wechselte er nach Deutschland in die 2. Fußball-Bundesliga zum SC Freiburg. Bei den Freiburgern kam er am 10. März 1993 zum ersten Mal zum Einsatz, als er beim Spiel gegen den FC Carl Zeiss Jena auflief und in der ersten Spielminute sein Debüt mit einem Tor krönte. Zum Ende der Saison 1992/93 stand Berry mit Freiburg, mit fünf Punkten Vorsprung auf den MSV Duisburg auf dem ersten Platz. Es wurde die Meisterschaft und der damit verbundene Aufstieg in die Bundesliga gefeiert. In der nächsten Saison kam Berry auf einen Einsatz, er spielte am 20. Spieltag beim 4:1-Sieg gegen Borussia Dortmund. Er war nach Juan Cayasso, der zweite Bundesligaspieler aus Costa-Rica. Nach der Saison kehrte er zum LD Alajuelense zurück. 1996 wurde er bei einer Dopingkontrolle positiv auf Phenmetrazin getestet und für zwei Monate gesperrt. Es folgten ab 1999 Stationen bei Antigua GFC und CS Herediano, wo er 2006 seine Karriere beendete.